# マリンズ効果

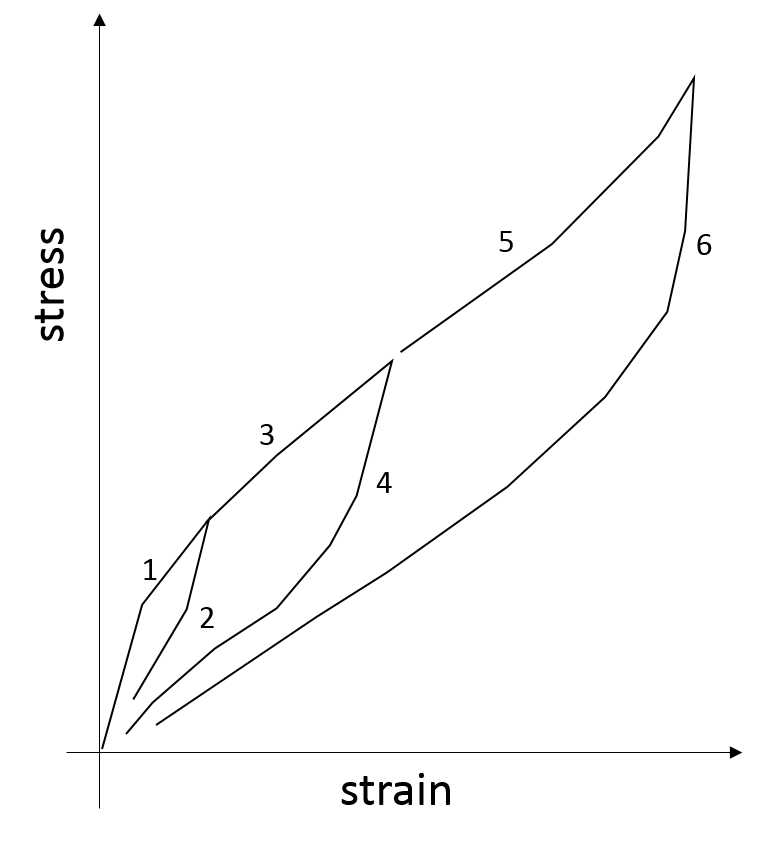
マリンズ効果としても知られる、進行性の周期的軟化を示す充填ゴムの応力-ひずみ曲線

マリンズ効果（Mullins effect）は、応力-ひずみ曲線がこれまでに遭遇した最大荷重に依存する、というゴムの力学的応答の特性を意味する。ハートフォードのTun Abdul Razak Research Centerで働いていたゴム科学者Leonard Mullinsにちなんで名付けられた。この現象は、負荷がこれまでの最大値を超えて増加するたびに発生する応力-ひずみ曲線の瞬間的かつ不可逆的な軟化として理想化できる。荷重がこれまでの最大値よりも小さい場合、非線形弾性挙動が優勢になることがある。ペイン効果との混同に注意する必要がある。
「マリンズ効果」という用語は、主に充填ゴムの応力軟化に用いられるが、この現象は「ガム」（充填剤なしのゴム）を含むすべてのゴムに共通している。 Mullinsと共同研究者によって最初に示されたように、エラストマーの収縮応力は、最大ひずみでの応力が一定である場合、カーボンブラックとは無関係である。充填ゴムでは、充填剤の粒子が相互にまたはポリマー鎖から離れることも力学的ヒステリシスに寄与している可能性がある。
マリンズ効果を説明するために、いくつかの構成モデルが提案されている。 たとえば、 Ogden-Roxburghモデルは、いくつかの商用有限要素コードで使用されている。

## 参照項目
- ペイン効果